# Artéria mesentérica inferior
A artéria mesentérica inferior tem origem na aorta abdominal, vários centímetros acima de sua bifurcação (nas artérias ilíacas comuns). É responsável pela irrigação sanguínea do intestino grosso, exceto de sua parte inicial, que é irrigada pela artéria mesentérica superior. Dá origem as artérias cólica esquerda (irriga o cólon descendente) e sigmóidea (irriga o cólon descendente e o cólon sigmóide), e então, torna-se a 'artéria retal superior', que irriga a parte superior do reto e se anastomosa com a artéria retal média e artéria retal inferior (ramo da artéria pudenda interna)